# Castello di La Roche-Guyon
Il Castello di La Roche-Guyon è una struttura antica, di cui una piccola parte, che si trova sullo sperone roccioso, risale all'XI secolo. La parte più antica del castello, che si trova più in basso, risale al XII secolo ma la struttura attuale è frutto di numerosi lavori che si sono susseguiti nel tempo. Le modifiche più importanti le si devono alla famiglia Silly nel XV secolo e al duca de La Rochefoucauld e a sua figlia nel XVIII secolo.
Il castello ricoprì sempre un ruolo importante, grazie alla sua posizione strategica fra l'Epte e la Senna. La sua prossimità con Parigi, circa 75 km, e la costa normanna, spinse Erwin Rommel a stabilirvi il suo quartier generale nel 1944.

## Storia
Il primo nucleo della struttura fu costruito alla fine dell'XI secolo sullo sperone roccioso che sovrasta il fiume Epte e la Senna, ma di questa struttura originale non resta più nulla di visibile. Nel 1190 il re Filippo II di Francia diede ordine di costruire un castello con scopo difensivo e di controllo fluviale. Il fiume, che rappresentava la frontiera fra il Ducato di Normandia e il regno di Francia, era non solo una barriera naturale che doveva essere sorvegliata e potenziata, ma anche una fonte di guadagno. Poiché il passaggio sul fiume era oggetto di dazio, il re aveva offerto la rocca a un suo fedele vassallo, Guy I de La Roche. La proprietà restò alla famiglia de La Roche fino al 1415, quando Guy VI de La Roche morì nella battaglia di Azincourt e il castello venne conquistato dagli inglesi. Di questo castello sussistono ancora il torrione originale, che misurava 35 metri di altezza e 12,2 metri di diametro, una scala scavata all'interno della rocca e parte delle mura perimetrali. Esisteva già all'epoca un nucleo abitativo nella parte bassa dello sperone roccioso, che fu poi oggetto di numerosi ampliamenti.
Nel 1449, dopo l'intervallo inglese e la signoria di Guy Le Bouteillier e del suo giovane figlio, il castello fu riconquistato da Guy VII de La Roche, che godette del bene per circa 11 anni. Il castello passò poi alla famiglia Silly per via matrimoniale, visto che Guy VII aveva avuto una sola figlia, Marie de La Roche-Guyon e che quest'ultima nel 1474 sposò in seconde nozze Bertin de Silly, ciambellano di Luigi XI di Francia. Sotto la signoria della famiglia Silly, diventati conti de La Roche-Guyon, il castello visse un momento di splendore. Durante le numerose battute di caccia organizzate della famiglia negli anni, il castello ospitò non meno di tre re di Francia: Francesco I, Enrico II e Enrico IV.
Nel 1628 Francois de Silly muorì e il castello passò prima al suo fratellastro Roger du Plessis-Liancourt, figlio di secondo letto della madre, poi al figlio di quest'ultimo e infine alla nipote, Jeanne du Plessis-Liancourt. Nel 1659 la ragazza portò il castello in dote al marito, François VII de La Rochefoucauld, uno degli uomini di fiducia di Luigi XIV che, grazie alla sua relazione privilegiata con il re, fu ricompensato con il titolo di Duca. Il potere e la ricchezza della famiglia si rifletterono nei lavori del castello che generazione, dopo generazione venne arricchito con un'imponente entrata barocca, pavillon, terrazze, scuderie, teatro ecc. Il castello, nonostante varie vicissitudini, restò nella famiglia e il 6 gennaio 1943 venne classificato monumento storico.
Nel febbraio 1944 Erwin Rommel ne fece la sede del comando tedesco per la difesa delle coste francesi, poiché idealmente situato fra Parigi e la zona di costa francese che era sotto il suo comando. Il 18 agosto il comando tedesco abbandonò il castello ma la zona fu bombardata una settimana dopo e il castello subì molti danni che necessitarono vari restauri finiti nel 1960.
Il castello, che fino a quel momento vantava un ottimo stato di conservazione, fu negli anni ottanta spogliato dei suoi arredi e suppellettili a causa di una successione difficile. Attualmente, pur restando proprietà della famiglia de La Rochefoucauld, è stato affidato al Consiglio generale del Val d'Oise ed è stato aperto al pubblico nel 1994.